# 19467 Аманданаґі
19467 Аманданаґі (1998 HU39, 1991 WF, 19467 Amandanagy) — астероїд головного поясу, відкритий 20 квітня 1998 року.
Тіссеранів параметр щодо Юпітера — 3,353.